# Denis Fonvizin

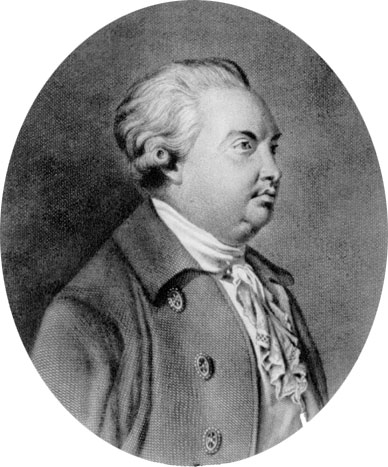
Denis Fonvizin

Denis Ivanovitsj Fonvizin (Russisch: Денис Иванович Фонвизин, Duits: Dennis von Wiesen) (Moskou, 3 april 1744 (of 1745) - Sint-Petersburg, 1 december 1792) was een Russische schrijver.

## Leven
Toen in 1755 de Universiteit van Moskou net was opgericht door Michail Lomonosov, werd Fonvizin een van de eerste leerlingen aan het gymnasium dat verbonden was aan de universiteit. Vanuit zijn opvoeding sprak hij vloeiend Duits en Frans, en werd hij beïnvloed door de ideeën van de Verlichting. In zijn vroege jaren verdiende Fonvizin de kost met het vertalen van Franse en Duitse literatuur in het Russisch.
Fonvizin werkte later als secretaris bij de invloedrijke minister van Buitenlandse Zaken graaf Nikita Panin, wiens broer Pjotr Panin in 1775 een eind had gemaakt aan de opstand van Poegatsjov. Onder zijn bescherming kon Fonvizin relatief ongehinderd schrijven. Hoewel Panin later in ongenade viel bij Catharina de Grote, was hij te belangrijk en populair om gearresteerd te worden. Ook Fonvizin profiteerde van de status van Panin, omdat hij zich daardoor veel kon permitteren in zijn toneelstukken. Hij was daarmee de enige toneelschrijver van betekenis van die tijd die niet gearresteerd werd.

## De Adolescent
Fonvizins belangrijkste werk is het toneelstuk De Adolescent (Russisch: Недоросль; in het Engels vaak vertaald als The Minor; uit 1782). In dit werk beschrijft Fonvizin het leven van een gezin van landadel.

### Inhoud
Het gerucht gaat dat de oom van het inwonende nichtje stinkend rijk is geworden met zijn handel in Siberië. De vrouw des huizes probeert dan ook alles om haar zoon te laten trouwen met haar. Het nichtje is echter verliefd op een officier uit Moskou. Als de oom ten tonele komt slaagt hij erin om de verloving van zijn nichtje met de officier te bewerkstelligen. Bovendien wordt het gezin onder curatele van de staat gesteld vanwege de afschuwelijke behandeling van het nichtje en de lijfeigenen.

### Belang
Dit werk is om meerdere redenen interessant. Ten eerste heeft het een grote invloed uitgeoefend op de Russische taal. Veel uitspraken zijn later spreekwoorden geworden. Ook politiek was het een belangrijk werk. Het onder curatele stellen van het gezin wegens de slechte behandeling van de lijfeigenen, was in die tijd uitermate vooruitstrevend. In Rusland werd de lijfeigenschap pas onder tsaar Alexander II, bijna een eeuw later, afgeschaft. Verder beschrijft Fonvizin middels dialogen tussen de wijze oom en de pas benoemde commandant van de regio, een vriend van hem, de willekeur aan het hof. Elke andere schrijver zou hiervoor gearresteerd zijn, maar de bescherming van Panin en de populariteit bij het publiek zorgden ervoor dat dat niet gebeurde.
Tegenwoordig wordt het werk weer wat vaker gespeeld. De onderliggende gedachte gaat hierbij echter vaak verloren, en wordt het gezin -met name de moeder des huizes- afgebeeld als idioten. Het feit dat de moeder analfabeet is speelt hierbij een grote rol. Het stuk wordt dan opgevoerd als klucht. Dit is echter nooit de bedoeling geweest van Fonvizin. Integendeel, de zoon studeert taal en rekenen in een tijd waarin dat zeker niet gebruikelijk was voor een gezin uit de regio. Alleen in Sint-Petersburg en Moskou waren de mensen geletterd. Bovendien getuigen de argumenten van de moeder van een zekere aanleg tot logisch redeneren. Hoewel zij dus een intrigante is, is het niet de bedoeling geweest van Fonvizin om haar als achterlijk neer te zetten. Fonvizins werkelijke bedoelingen waren eerder om de Verlichting verder te verspreiden.

## Ander werk
- Denis Fonvizin. "Brieven uit Frankrijk 1777-1778. Een Russische bojaar op Grand Tour aan de vooravond van de Franse Revolutie". Antwerpen, Benerus, 2006, ISBN 9080636355.
- Denis Fonvizin. "De landjonker". Amsterdam, Pegasus, 2009. ISBN 978 90 6143 338 5
- E. Waegemans. "Russische literatuur van de 18e eeuw". Antwerpen, Benerus, 1996. ISBN 90 8026 81 3 5

- Bibsys: 90094018
- Biblioteca Nacional de España: XX1099711
- Bibliothèque nationale de France: cb124597488 (data)
- CiNii: DA00518585
- Gemeinsame Normdatei: 118692194
- International Standard Name Identifier: 0000 0000 8368 0785
- Library of Congress Control Number: n80158435
- Nationale Bibliotheek van Letland: 000160647
- Bibliotheek van het Japanse parlement: 00521704
- Nationale Bibliotheek van Tsjechië: ola2003165530
- Nationale bibliotheek van Australië: 35900393
- Nationale Bibliotheek van Israël: 987007303231305171
- Nationale Bibliotheek van Polen: a0000002117562
- Nationale en Universitaire bibliotheek Zagreb: 000712632
- Nederlandse Thesaurus van Auteursnamen: 069306591
- Réseau des bibliothèques de Suisse occidentale: 02-A000064162
- LIBRIS: 187151
- Système universitaire de documentation: 033764387
- Trove: 1137732
- Virtual International Authority File: 29630098
- WorldCat: E39PBJtCFfb8YCkWmwbkV4ycfq